# Julián David López
Julián David López Tenorio (Palmira, 12 de febrero de 1984) es un administrador de empresas y político colombiano, presidente de la Cámara de Representantes de Colombia desde 2025.

## Biografía
Nació en Palmira Valle del Cauca, es hijo de José Ritter López. Estudió administración de empresas en la Pontificia Universidad Javeriana, se especializó en gobierno, gerencia y asuntos públicos en la Universidad Externado de Colombia, hizo su maestría en gobierno y políticas públicas en la misma universidad.
En 2012 empezó su trayectoria como asesor del trámite de la Ley de Regalías en el Congreso de la República, asesor del Ministerio del Interior, director general de la Autoridad Nacional de Acuicultura y Pesca, secretario general de Coldeportes y subdirector Federación Nacional de Departamentos.
En 2022 hizo parte de las elecciones al Congreso de la República por Alianza Verde. El 20 de julio de 2025 fue elegido presidente de la Cámara de Representantes de Colombia.